# Rete tranviaria di Nižnij Novgorod
La rete tranviaria di Nižnij Novgorod è la rete tranviaria che serve la città russa di Nižnij Novgorod.

## Linee
- 1 Moskovskij voksal - Čërnyj prud
- 2 Gorodskoe kol'co: ul. Belinskogo - ul. Belinskogo
- 2n Gorodskoe kol'co: ul. Belinskogo - ul. Belinskogo
- 3 Moskovskij voksal - park «Dubki»
- 5 Pl. Ljadova - Myza
- 6/7 Moskovskij voksal - Moskovskij voksal
- 8 Igarskaja ul. - Gnilicy
- 11 Čërnyj prud - ul. Roždestvenskaja
- 17 ul. Igarskaja - 52-j kvartal
- 18 ul. Ljadova - ul. Ljadova
- 18n ul. Ljadova - ul. Ljadova
- 19 IV nagornyj mkr-n - Myza
- 21 Čërnyj prud - park «Dubki»
- 22 Metro «Avtozavodskaja» - Socgorod II
- 27 IV nagornyj mkr-n - Moskovskij voksal
- 28 52-j kvartal - Gnilicy
- 417 Moskovskij voksal - 52-j kvartal